# Maláj menyét
A maláj menyét (Mustela nudipes) az emlősök (Mammalia) osztályába a ragadozók (Carnivora) rendjébe és a menyétfélék (Mustelidae) családjába tartozó faj.

## Előfordulása
Brunei, Indonézia, Malajzia és Thaiföld területén honos.

## Alfajai
- M. n.nudipes
- M. n. leucocephalus

## Megjelenése
Testhossza 30–36 cm, ebből a farok 24–26 cm. Szőrzetének vörösesbarnától a szürkésfehérig terjed.